# 毛长梗黄堇
毛长梗黄堇（学名：Corydalis longipes var. pubescens）为罂粟科紫堇属下的一个变种。

## 扩展阅读
- 維基物種上的相關：毛长梗黄堇